# Al-Bikai'a
al-Bikai'a, en arabe : البقيعة, est un village du gouvernorat de Tubas en Palestine, situé au nord de la Cisjordanie.
Il comprend trois localités : Khirbat 'Atuf, Khirbat Alhadidiya et Al Humsa. Cette troisième localité a été évacuée en 2002 par les forces israéliennes.
Selon le recensement du bureau central palestinien des statistiques, la localité compte une population de 1 850 habitants en 2005.